# Dorfkirche Nitzahn
Die Dorfkirche in Nitzahn ist die evangelische Kirche von Nitzahn, einem Ortsteil der Gemeinde Milower Land im brandenburgischen Landkreis Havelland, und befindet sich im Zentrum des Dorfes. Die Kirchengemeinde gehört zum Kirchenkreis Elbe-Fläming der Evangelischen Kirche in Mitteldeutschland.

## Geschichte
Die Kirche stammt aus dem Mittelalter, worauf unter anderem Reste von gemauerten Rundbögen im Chor hinweisen. Nach Zerstörungen während des Dreißigjährigen Krieges wurde die Kirche gegen Ende der zweiten Hälfte des 17. Jahrhunderts erneuert und ist in dieser Gestalt dem Barock zuzuordnen. Der Innenraum erfuhr gegen Ende des 18. Jahrhunderts eine Neugestaltung und ist klassizistisch geprägt.
In den 1960er Jahren wurden an der Kirche größere Sanierungs- und Umbaumaßnahmen durchgeführt. Der Turm bekam eine neue Schieferdeckung, das Kirchendach wurde mit Biberschwanzziegeln gedeckt und die Fassade erhielt einen neuen Außenputz. Für die Beheizung der Kirche mittels Warmluftofenheizung wurde an der Nordseite des Kirchenschiffes ein Schornstein errichtet.
Mitte der 80er Jahre erhielt der Altar eine Neubemalung.

## Beschreibung und Ausstattung
Das Gebäude besteht aus einem verputzten einschiffigen Backstein-Saalbau mit eingezogenem rechteckigen Chor und gedrungenem quadratischen Westturm mit geschweifter schiefergedeckter Haube und Laterne.
Reste des Vorgängerbaus aus dem Mittelalter finden sich im Ostgiebel mit der dreifachen Spitzbogen-Blendarkade – unter der sich Reste der gemauerten Rundbögen befinden – sowie an der Südfassade mit einem vermauerten niedrigen Spitzbogenportal.
Die Längswände des Kirchenschiffes erhielten bei den Erneuerungsmaßnahmen Ende des 17. Jahrhunderts jeweils vier kräftige Stützpfeiler, die zusammen mit dem barocken Turmaufsatz das heutige Erscheinungsbild prägen. Die hohen Rechteckfenster stammen ebenfalls aus der Barockzeit.
Die Ausstattung mit Hufeisenempore und Kanzelaltar ist schlicht und klassizistisch geprägt, wobei sich in den Wangen des Altars noch Elemente des Spätbarocks finden lassen.

## Gefallenendenkmäler
Auf dem Kirchengelände befindet sich zudem das Denkmal zum Gedenken der Gefallenen aus dem Ersten Weltkrieg. Den gefallenen Nitzahner Soldaten des Zweiten Weltkrieges sind auf einer Wandtafel im inneren der Kirche festgehalten.